# Štěpán I. Svatý
Svatý Štěpán I. Uherský (maďarsky Szent István, * kolem roku 969, Ostřihom – 15. srpna 1038, Uhry) byl uherský panovník (997–1038) z dynastie Arpádovců a zakladatel uherského státu. Jeho původní pohanské jméno bylo Vajk, jméno Štěpán přijal až při křtu.
Od roku 997 byl kníže, roku 1000 se stal prvním uherským králem. Dokončil proces budování a rozšiřování ústřední panovnické moci, který zahájil jeho otec kníže Gejza. Ovládl území celého dnešního Maďarska, jihozápadní a jižní oblasti dnešního Slovenska a částečně i Sedmihradsko. Vytvořil rovněž základy církevní organizace, za jeho vlády bylo založeno arcibiskupství v Ostřihomi a Kalocse.
V roce 1083 jej papež sv. Řehoř VII. svatořečil.

## Původ, křest a sňatek
Štěpán I. byl synem arpádovského knížete Gejzy, sjednotitele velké části maďarských kmenů. Přestože jeho otec byl pohanem, dostalo se Štěpánu křesťanského vychování od misionářů a kolem roku 974 také křtu, který podle Větší štěpánské legendy vykonal pražský biskup svatý Vojtěch. V roce 995 se oženil s Giselou Bavorskou, dcerou vévody Jindřicha II. Svárlivého a sestrou pozdějšího římského císaře Jindřicha II.

## Konsolidace uherského státu

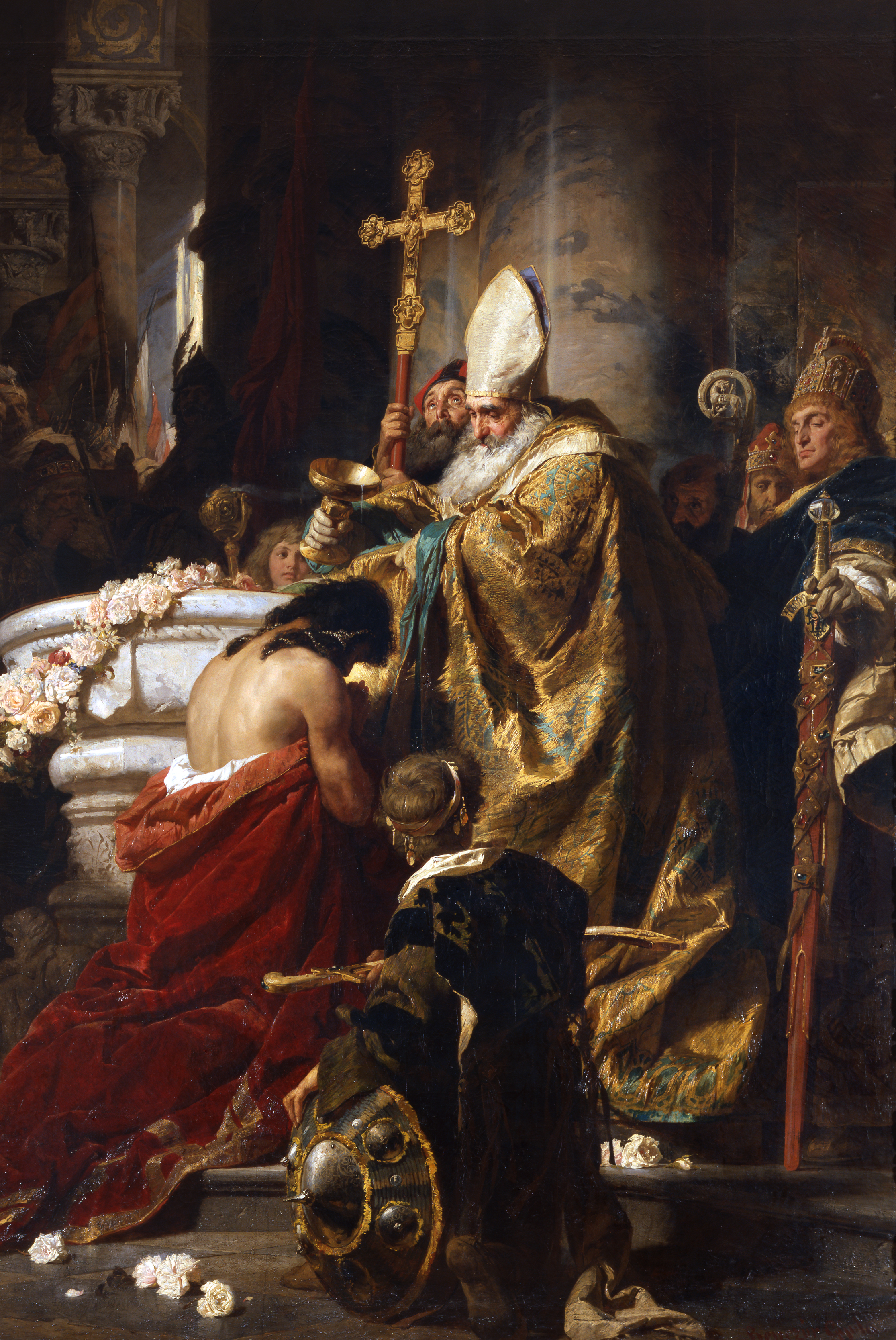
Svatý Vojtěch křtí Vajka na Štěpána, vpravo klečící Gisela, stojící Astrik.
obraz od Julia Bencúra z roku 1875

Po smrti svého otce roku 997 se Štěpán stal uherským knížetem. Musel však odrazit ostatní pretendenty trůnu, například šomodského župana Kopáně, který se oženil s vdovou po Gejzovi. Stáhl se proto na sever Uher, kde se bránil nejprve v Bratislavě. V Nitransku, které ovládal již jeho otec, Štěpán zorganizoval s pomocí své ženy vojsko a s ním se přeplavil přes Dunaj. V bitvě Štěpán dokázal využít bavorské rytíře, kteří rozdrtili Kopáňovu lehkou jízdu. Samotný Kopáň byl zabit na útěku.
O tři léta později udělil papež Silvestr II. Štěpánovi I. královskou hodnost. Během vánočních bohoslužeb v roce 1000 se Štěpán I. nechal korunovat se souhlasem císaře Oty III. korunou, již mu údajně poslal sám papež, „apoštolským“ králem.
Poté se Štěpán vypořádal s místními maďarskými vládci v Sedmihradsku (tzv. Gyulovo knížectví) a v Dolním Potisí (tzv. Achtumovo knížectví), kteří vedle Gejzy zkonsolidovali svoji moc. V boji s nimi pomohl královi jeho švagr bavorský vévoda Jindřich II. To bývá považováno za „založení“ uherského státu. Král usiloval o konsolidaci mladého státu. Upevňoval ústřední moc, prosazoval křesťanství a budoval základy církevní organizace. Zasloužil se o založení osmi biskupství a dvou arcibiskupství, Prvním z nich bylo biskupství v Kaloči a prvním biskupem se stal benediktin Anastasius I. (Astrik), zakladatel kláštera v Pannonhalmě, podle některých českých a polských historiků žák sv. Vojtěcha, podle Větší štěpánské legendy byl spolutvůrcem uherské církevní organizace a přivezl Štěpánovi od papeže korunu. Štěpán se posléze dal touto korunou korunovat z rukou biskupa ostřihomského.
Štěpán zval do země misie z říše, především z Bavorska, a do jižních částí království také z Byzance. Pohanské Uhry se christianizovaly a začlenily mezi západoevropské křesťanské státy. Štěpánovým vzorem nejen pro uspořádání církve, ale také správy státu se staly poměry ve franské karolinské a otonské římsko-německé říši pod heslem Rex et sacerdos. Království rozdělil na 50 správních okrsků – žup v čele s župany, které sám jmenoval. Šlo o obdobu franské hradské soustavy. Okolo roku 1002 vydal první maďarský zákoník. Uherské království se za Štěpánovy vlády stalo stabilním, hospodářsky zdatným a politicky silným státním útvarem.
Určitou samostatností disponovalo Nitransko, které mělo postavení údělu, v němž vládli vedlejší členové dynastie Arpádovců. Původně to byl Gejzův bratr Michal, za Štěpána je spravoval Michalův starší syn Ladislav Lysý. Po jeho smrti se správy Nitranska ujal na krátkou dobu králův synovec Besprim, vnuk Boleslava Chrabrého (1029-1030), a poté Ladislavův mladší bratr Vazul. Když v roce 1031 zemřel jediný Štěpánův syn Imrich Svatý, stal se Vazul podle seniorátního nástupnického řádu Štěpánovým následníkem. To však nehodlal připustit ani král Štěpán s chotí Giselou, ani jeho nejbližší velmoži. Vazula nechali oslepit a uvěznit v Nitře. Vazulovi synové Ondřej, Béla a Levente se poté necítili v Nitře bezpečně a odešli na český knížecí dvůr, kde se dali pod ochranu Břetislava I.

## Vztahy kokolním zemím

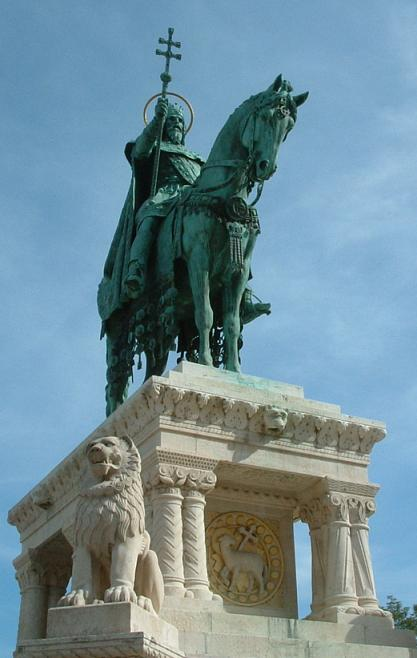
Pomník krále Štěpána
u Rybářské bašty v Budapešti

Roku 1014 válčil Štěpán s polským knížetem Boleslavem I. Chrabrým, který dočasně obsadil Moravu a spolu s ní také celé hornozemské území mezi Dunajem a Tisou (1001). Štěpán odsud polská vojska roku 1017 vyhnal a vzápětí se s Boleslavem I., který se zřekl nároku na Horní Uhry, smířil (1018). Tím se celá oblast dostala zpět do sféry zájmu uherského panovníka a byla začleněna do župní soustavy. Postupně byla včleňována také do ostřihomské arcidiecéze.
V roce 1030 nastaly první rozpory s říší, jejíž vládce Konrád II. se snažil získat Uhry jako říšské léno (podobně jako se tomu stalo nedávno v Českém knížectví). Tehdy obsadil český kníže Oldřich jako císařův spojenec Dolní Pováží a navazující oblast až k Hronu, ale císařská vojska byla zahnána a pronásledována k Vídni. Mír, který poté Štěpán s císařem uzavřel, uznával uherské nároky na území státu až po řeku Litavu.

## Po smrti

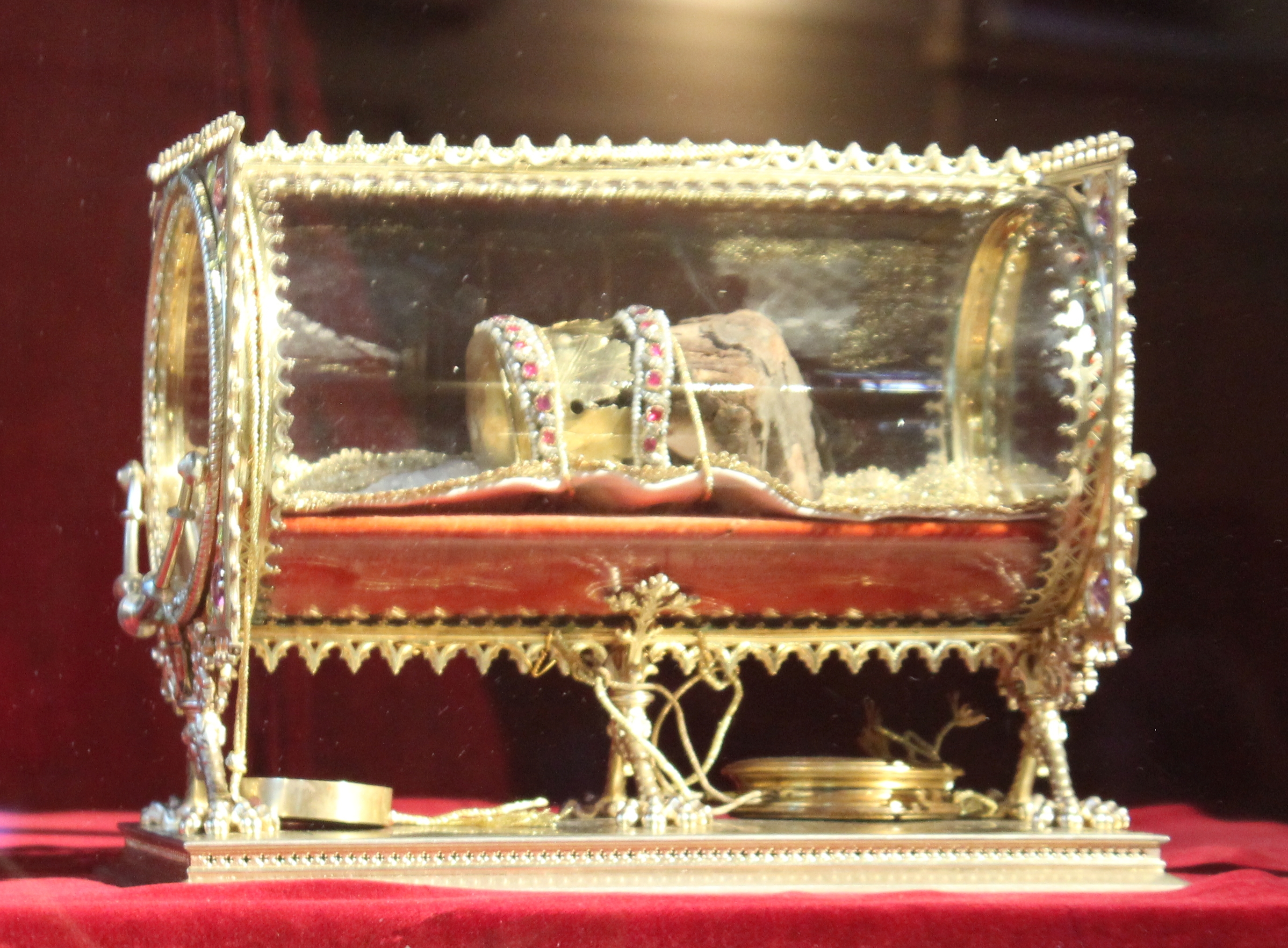
Gotický relikviář v bazilice sv. Štěpána Uherského v Budapešti

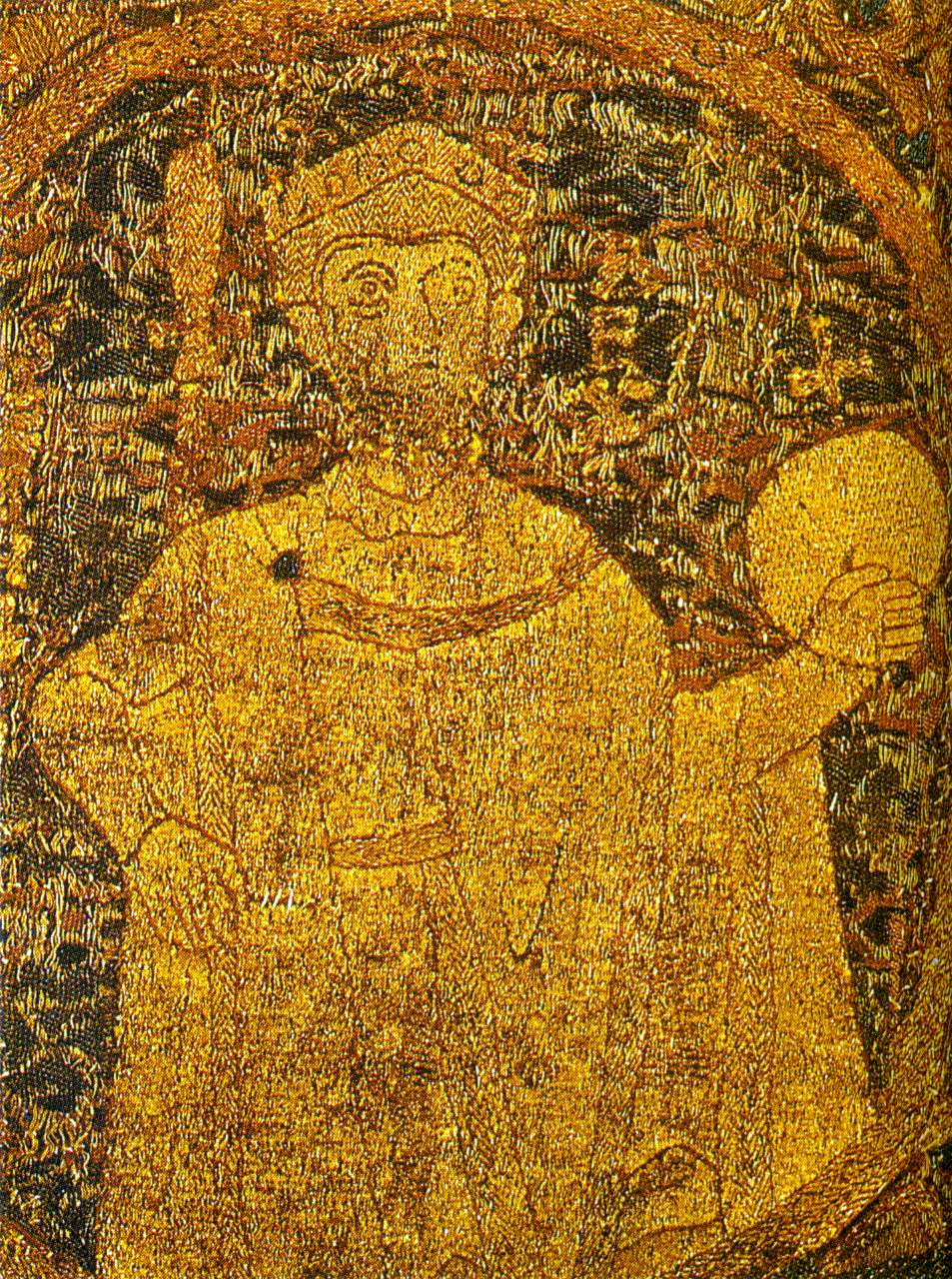
Nejstarší vyobrazení sv. Štěpána Uherského na korunovačním plášti uherských králů z roku 1031

Po své smrti byl Štěpán pohřben v bazilice v Stoličném Bělehradě (zničené osmanskými Turky v roce 1601). Jeho ostatky byly vyzdviženy z hrobu u příležitosti kanonizace 20. srpna roku 1083, společně s ostatky jeho syna Imricha a Gellérta z Čanádu, tyto tři uherské patrony tehdy svatořečil papež sv. Řehoř VII. Do dnešních dnů se z nich dochovalo několik ostatků sv. Štěpána, kost z Štěpánovy pravé ruky, tzv. Svatá pravice (Szent Jobb), je vystavena v bazilice sv. Štěpána v Budapešti. Oba Štěpánovi synové zemřeli dříve než on, nezanechal žádné potomky. Jeho nástupcem se podle králova rozhodnutí stal Petr Orseolo, syn Štěpánovy sestry a benátského dóžete. V zemi však vypukly boje o trůn, do kterých se vložil císař Jindřich III. Královna Gisela, která přežila svého muže o mnoho let, se vrátila po jeho smrti do Bavorska.

## Úcta
V církvích římskokatolické, řeckokatolické a pravoslavné se slaví svátek 16. srpna, v maďarské církvi se slaví den translace ostatků 20. srpna. Konstantinopolský patriarcha uznal Štěpána za svatého roku 2000.
Nejstaršími prameny k Štěpánově hagiografii jsou tři legendy: Větší štěpánská legenda (Legenda maior), napsaná mezi léty 1077–1083, Menší štěpánská legenda (Legenda minor) napsaná kolem roku 1100 a Legenda biskupa Hartvíka.
Štěpánovi Uherskému je zasvěceno mnoho kostelů, kaplí a oltářů na území Maďarska a v sousedních zemích, většinou na bývalých panstvích Říše římské a uherské vrchnosti.
- Maďarsko: Budapešť, Ostřihom, Székesfehérvár, Pannonhalma, Győr, Pécsvárad, Bákonybél a desítky dalších
- Německo: Cáchy, Kolín nad Rýnem, Bamberk, Scheyern
- Itálie: Monte Cassino
- Belgie: Namur
- Chorvatsko: katedrála Záhřeb
- Slovensko: Bratislava, Matejovce, Nitra, Obid, Piešťany
- Morava: Brumov-Bylnice (kaple), Francova Lhota (farní kostel)